# Manettia tweedieana
Manettia tweedieana är en måreväxtart som beskrevs av Karl Moritz Schumann. Manettia tweedieana ingår i släktet Manettia och familjen måreväxter. Inga underarter finns listade i Catalogue of Life.